# Чернушка (приток Юронги)
Чернушка — река в России, протекает по Воскресенскому району Нижегородской области. Устье реки находится в 48 км от устья Юронги по правому берегу. Длина реки — 13 км.
Исток реки находится в лесу севернее посёлка Северный и в 30 км к северо-востоку от посёлка Воскресенское. Река течёт на юго-восток по ненаселённому лесу. Впадает в Юронгу у нежилой деревни Красное Павлово.

## Данные водного реестра
По данным государственного водного реестра России относится к Верхневолжскому бассейновому округу, водохозяйственный участок реки — Ветлуга от города Ветлуга и до устья, речной подбассейн реки — Волга от впадения Оки до Куйбышевского водохранилища (без бассейна Суры). Речной бассейн реки — (Верхняя) Волга до Куйбышевского водохранилища (без бассейна Оки).
Код объекта в государственном водном реестре — 08010400212110000043649.